# Farvánijja kormányzóság

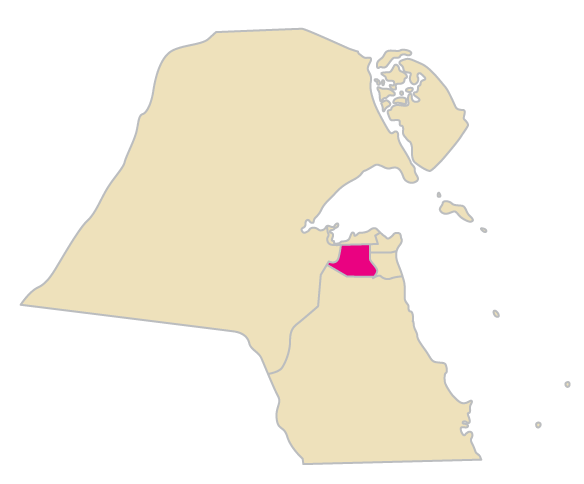
Farvánijja kormányzóság elhelyezkedése Kuvaiton belül

El-Farvánijja kormányzóság (arab betűkkel محافظة الفروانية [Muḥāfaẓat al-Farwāniyya]) Kuvait hat kormányzóságának legnépesebbike az ország középső részén. Az összes többi kormányzósággal határos: északon a főváros, északkeleten Havalli, délkeleten Mubárak el-Kabír, délen Ahmadi, nyugaton pedig Dzsahrá határolja. Területe 204 km², népessége a 2008-as adatok szerint 908 360 fő. Kormányzója Abd al-Hamíd al-Haddzsi.
Az 1990-es iraki megszállás idején a kormányzóságot felszámolták és összevonták a szomszédos régiókkal kuvaiti kormányzóság néven, mellyel felszámolták az ország önállóságát. Észak-Kuvait ezzel egy időben a bászrai kormányzóságba lett tagolva. Az öbölháborúban az irakiakat külföldi erők kiűzték.

## Fordítás
Ez a szócikk részben vagy egészben  a(z)   محافظات الكويت című arab Wikipédia-szócikk ezen változatának fordításán alapul.  Az eredeti cikk szerkesztőit annak laptörténete sorolja fel. Ez a jelzés csupán a megfogalmazás eredetét és a szerzői jogokat jelzi, nem szolgál a cikkben szereplő információk forrásmegjelöléseként.